# Emil Mayrisch

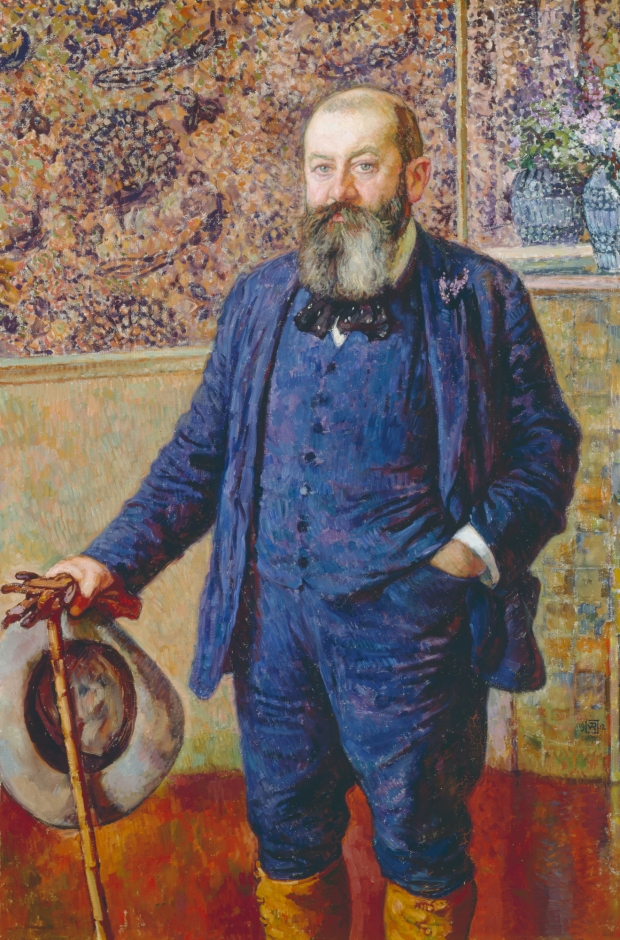
Emil Mayrisch; Portrait von Theo van Rysselberghe.

Emil Mayrisch, auch Émile Mayrisch (* 10. Oktober 1862 in Eich, Luxemburg; † 5. März 1928 in Chalons-sur-Marne, Frankreich) war ein luxemburgischer Stahlindustrieller und Präsident des Direktoriums der ARBED. Er galt und gilt vielfach immer noch als ein früher Vertreter der europäischen Integration.

## Herkunft und Ausbildung
Der Vater Emil Mayrischs war Arzt, seine Mutter gehörte zur luxemburgischen Industriellenfamilie Metz. Der Vater starb, bevor Emil volljährig wurde. Emil studierte von 1882 bis 1886 an der Königlich Technischen Hochschule Aachen (heute RWTH Aachen) Hüttenkunde, schloss sein Studium aber nicht ab, denn er stellte sich der Diplomprüfung nicht. Er trat stattdessen eine Stelle in der Firma seines Großonkels Norbert Metz an.

## Ingenieur und Industrieller
Seine erste Arbeit war die Teilnahme an Planung und Inbetriebnahme des Stahlwerkes Düdelingen, dessen Direktor er 1897 wurde. Er stieg in die Direktion der Firma auf und fusionierte seine Firma Acieries Metz 1911 zur Acieries Réunies Burbach Eich Dudelange (ARBED). Emil Mayrisch war wie seine Frau Aline de Saint Hubert sehr stark gesellschaftspolitisch engagiert, Förderer vieler Vereine und Herausgeber mehrerer luxemburgischer Zeitungen. Er vertrat eine liberale Politik, und anders als sein Onkel Norbert Metz errang er weder ein Abgeordnetenmandat, noch beteiligte er sich an der Regierung.
Nach dem Ersten Weltkrieg musste sich deutsches Kapital aus Luxemburg zurückziehen, wovon auch die vornehmlich von belgisch-luxemburgischem Kapital bestimmte Arbed profitierte. Unter Mayrischs Führung expandierte sie auch nach Deutschland und kaufte unter anderem den Eschweiler Bergwerksverein (EBV) auf. Deshalb wurde Mayrisch später Namensgeber der Grube Emil Mayrisch des EBV in Siersdorf. Sein Engagement für den Aachener Raum honorierte seine Alma Mater 1926 mit der Verleihung der Ehrendoktorwürde der RWTH, womit er seinen akademischen Patzer von 1886 endlich ausbügeln konnte.

## Wirtschaftspolitiker (1920er Jahre)
Der Erste Weltkrieg und seine Folgen waren auch für die Stahlindustrie verheerend. Mayrisch suchte und fand den Kontakt zu deutschen, französischen und belgischen Industriellen und begründete mit ihnen die Internationale Rohstahlgemeinschaft, auch Internationales Stahlkartell genannt, der er bis zu seinem Tod vorstand. Dieser Verband stand – so eine verbreitete Auffassung – Pate für die 1951 gegründete Europäische Gemeinschaft für Kohle und Stahl (EGKS, französisch CECA), deren Ziel es war, durch Zusammenarbeit eine Verstärkung der gegenseitigen wirtschaftlichen Abhängigkeiten zu erreichen und so die Wahrscheinlichkeit künftiger Kriege zwischen diesen Staaten zu verringern. 1926 gründete Mayrisch das Deutsch-Französische Studienkomitee, das auch Mayrisch-Komitee genannt wurde.
Mayrisch war Präsident der Union paneuropéenne luxembourgeoise in seinem Land.

## Tod und Nachwirkung

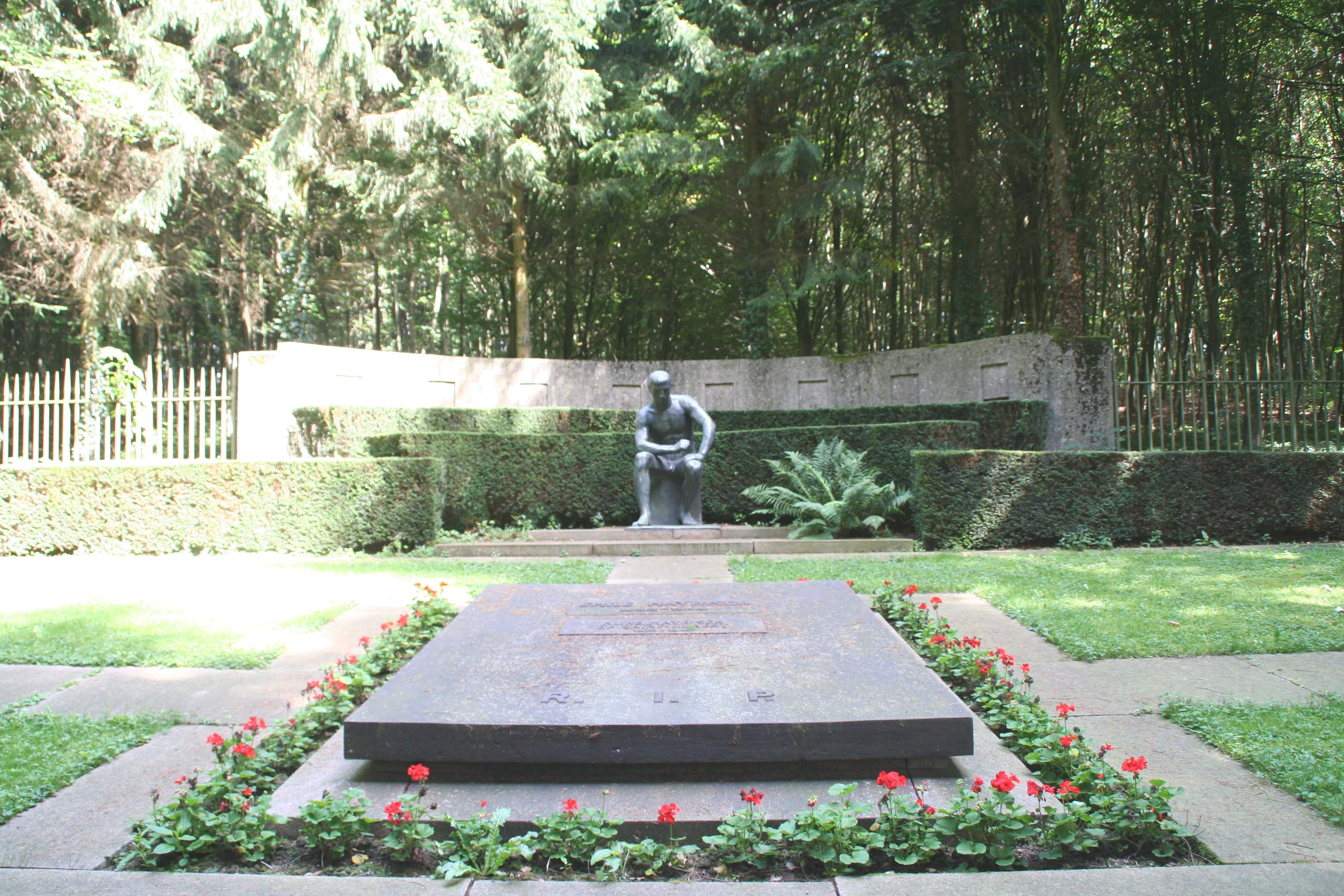
Grabstätte von Emil Mayrisch und seiner Frau Alina im luxemburgischen Colpach

Am 5. März 1928 kam Mayrisch bei einem Autounfall ums Leben. Seine Witwe Aline Mayrisch führte seine vorgenannten Bemühungen um eine deutsch-französische Annäherung fort, indem sie europäische Intellektuelle wie Ernst Robert Curtius und André Gide zu entsprechenden Tagungen ins luxemburgische Colpach lud. Darüber hinaus unterstützte sie, ohne dass ihr Name an die Öffentlichkeit gelangte, während der Zeit des Dritten Reiches viele exilierte deutsche Schriftsteller, z. B. Annette Kolb. Ab 1937 finanzierte sie weitgehend die von Thomas Mann herausgegebene Zeitschrift Maß und Wert.
Emil Mayrisch war der Vater der französischen Widerstandskämpferin und Politikerin Andrée Viénot.

## Kritik an der Auffassung Mayrischs als engagiertem „Europäer“
Das völkerverbindende Wirken Mayrischs wird als Mythos bezeichnet. Mayrisch orientierte sich als Kartellinitiator vor allem an den eigenen wirtschaftlichen Interessen und folgte weder „völkerverbindenden Versöhnungstheorien“, noch formulierte er „vordenkerische Europaideen“. Seinem Kartellprojekt lag eine „transnationale Integration […] fern“; es ging um wirtschaftliche Besitzstände und die möglichst ausschließliche Beherrschung angestammter Märkte. Die Internationale Rohstahlgemeinschaft sei deshalb nur ein „vermeintlicher 'Vorläufer' eines vereinigten Europa“, werde aber als solcher bis „heute hochgepriesen“.